# Zsivóczky Gyula
Zsivóczky Gyula, Zsivótzky (Budapest, 1966. április 21. –) labdarúgó, csatár, majd edző. Apja Zsivótzky Gyula olimpiai bajnok kalapácsvető.

## Pályafutása

### Klubcsapatban
1984 és 2002 között 297 bajnoki mérkőzésen lépett pályára és 39 gólt szerzett.

### A válogatottban
Tizenegyszeres ifjúsági válogatott (1984–85, 2 gól), hatszoros utánpótlás válogatott (1984–87), hétszeres egyéb válogatott (1987–89).

### Edzőként
2003–04-ben Kerepesen volt utánpótlás-edző, majd 2004–05-ben a Vasas másodedzőjeként tevékenykedett. 2005-ben az Aszód FC játékos-edzője volt. 2005–06-ban a Lombard Pápa másodedzője volt. 2006 elején egy rövid ideig a csapat vezetőedzőjeként is dolgozott. 2012 szeptemberében visszatért a Lombardhoz. Itt 2013 májusáig volt a vezetőedző. 2013 nyarától decemberig a Budaörs csapatát irányította.
2016 júliusa és 2017 júniusa között a Kaposvári Bene Ferenc Labdarúgó Akadémia szakmai igazgatója volt. 2017-től a DVTK utánpótlás edzője lett. 2020 nyarától a Diósgyőr tartalék csapatát irányította. 2023–2025 között a Csepel SC együttesét irányította, jelenleg pedig a Dorogi FC szakmai igazgatója.

## Sikerei, díjai

### Játékosként
- Ifjúsági Európa-bajnokság
  - aranyérmes: 1984, Szovjetunió
- Magyar bajnokság
  - bajnok: 1989–90, 1996–97
- Magyar kupa
  - győztes: 1992
  - döntős: 1986